# Sisyphus araneolus
Sisyphus araneolus là một loài bọ cánh cứng trong họ Bọ hung (Scarabaeidae).